# Tokusō
Der Tokusō (jap. 得宗, auch 徳崇 und 徳宗) war in Japan das Oberhaupt der Hauptlinie der Hōjō der ein Monopol auf die Ämter des Regenten (Shikken) des Kamakura-Shogunates und seines Assistenten (Rensho) hatte.
Der Name Tokusō soll von Tokushū (徳崇), dem buddhistischen Namen des Hōjō Yoshitoki kommen, aber Hōjō Tokimasa wird meist als der erste der acht Tokusō angesehen:
1. Hōjō Tokimasa
2. Hōjō Yoshitoki
3. Hōjō Yasutoki
4. Hōjō Tsunetoki
5. Hōjō Tokiyori
6. Hōjō Tokimune
7. Hōjō Sadatoki
8. Hōjō Takatoki

Die politische Struktur der Diktatur des Tokusō wurde durch Yasutoki eingeführt und durch seinen Enkel Tokiyori gefestigt. Die Tokusō-Linie wurde die vorherrschende Macht über die Gokenin und die Nebenlinien in der Familie.
Tokiyori arbeitete seine Politik oft auf privaten Treffen (寄合, yoriai) in seiner Residenz aus, anstatt sie auf dem Hyōjō (評定), dem Rat des Shogunates zu diskutieren. Das stärkte die Gefolgsleute (御内人, miuchibito) des Tokusō.
1256 trennte Tokiyori die Positionen des Shikken und des Tokusō das erste Mal. Wegen Krankheit setzte er seinen Sohn Tokimune (damals noch ein Kleinkind) als Tokusō ein, während Hōjō Nagatoki, ein entfernterer Verwandter als Shikken ernannt wurde um Tokimune zu unterstützen.